# جو روبی
جو روبی (انگلیسی: Joe Ruby؛ ‏ ۳۰ مارس ۱۹۳۳ – ۲۶ اوت ۲۰۲۰) پویانما، نویسنده، تهیه‌کننده تلویزیونی و تدوین‌گر موسیقی اهل ایالات متحده آمریکا بود.
از فیلم‌هایی که وی در آن‌ها نقش داشته‌است، می‌توان به فیلم‌های جدید اسکوبی دو اشاره نمود.